# 128610 Stasiahabenicht
128610 Stasiahabenicht este o planetă minoră (asteroid), cu un diametru de 3,566 km, din centura de asteroizi. A fost descoperită pe 20 august 2004 la Catalina Station⁠(d) de Catalina Sky Survey. 
Obiectul prezintă o orbită caracterizată de o semiaxă mare de 3,1447883582733 UAi, o excentricitate de 0,1, o înclinație de 15,3 ° în raport cu ecliptica.